# Raften

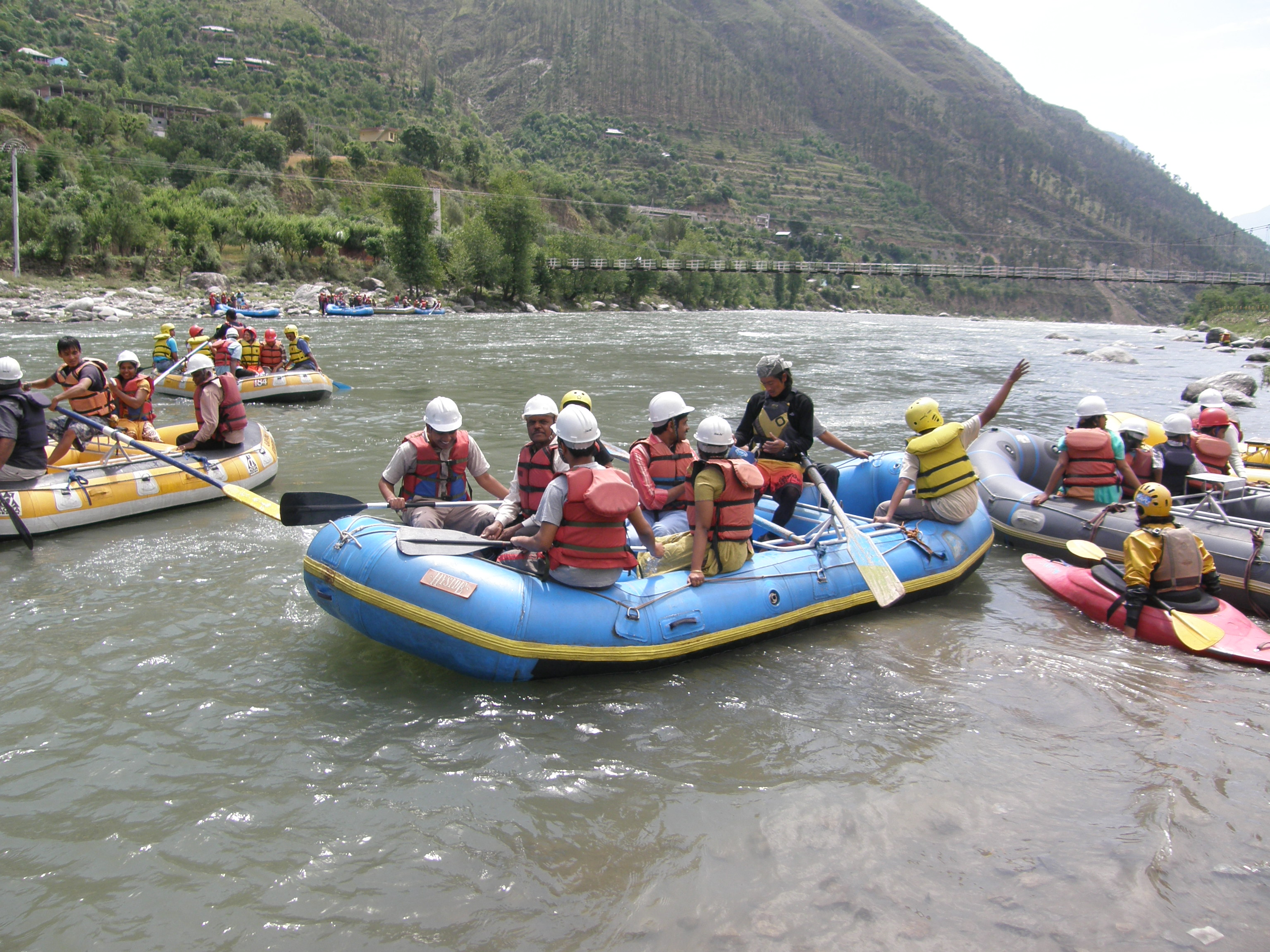
Raften

Raften is een recreationale activiteit, waarbij gebruik wordt gemaakt van een opblaasbaar soort vlot om bijvoorbeeld een rivier te bevaren. Het vindt doorgaans op wildwater plaats, waarbij onderscheid kan worden gemaakt in de moeilijkheidsgraad. Raften is zeer populair geworden sinds het midden van de jaren tachtig.
Tegenwoordig wordt een 'raft' gemaakt van duurzaam rubber met verschillende lagen en luchtkamers. De lengte varieert van 3,5 tot 6 meter, de breedte ligt tussen de 1,8 en de 2,5 meter. Er zijn verschillende soorten rafts. In Europa wordt doorgaans gebruikgemaakt van een symmetrische raft, waarbij wordt gestuurd met een peddel bij het achtersteven. Er zijn ook versies met een roer of een roeispaan. Een raft kan 4 tot 12 mensen houden.

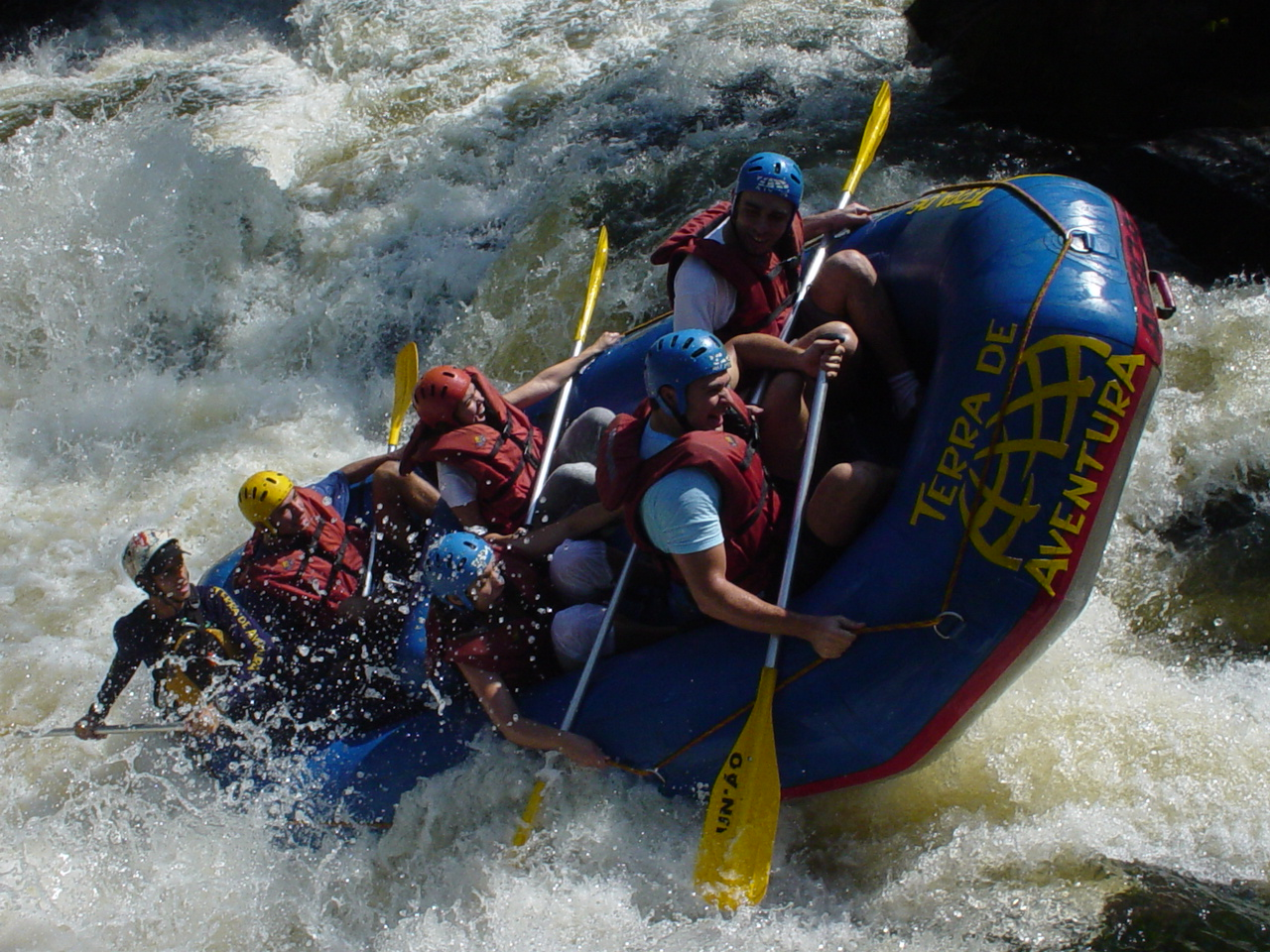
Raften in Brazilië.

## Veiligheid
Wildwaterraften kan een gevaarlijke sport zijn, zeker als er niet op de veiligheidsvoorschriften wordt gelet. Er zijn in het verleden veel – ernstige – ongelukken gebeurd, waardoor er nu veel regels zijn betreffende de kundigheid van de rafters en de kwaliteit van het materiaal. Tijdens het raften wordt een wetsuit, zwemvest en helm gedragen.

## Kwesties met raften
Zoals bij alle wildernissporten is er het conflict tussen het beschermen en het gebruiken van de natuur. Door frequente problemen in het verleden hebben sommige rivieren nu regels over het gebruik ervan voor rafting. Het is geen uitzondering dat er op een dag slechts enkele raftingexpedities mogen plaatsvinden.
Geregeld wijzigen organisators van raftexpedities, vaak in samenwerking met de gemeente en toeristische organisaties, de ligging van de rivier door bijvoorbeeld te baggeren, om zo risico's te vermijden of juist sterkere stromingen te creëren. Dit zorgt vaak voor conflicten met milieubeheer.

## Raftlocaties

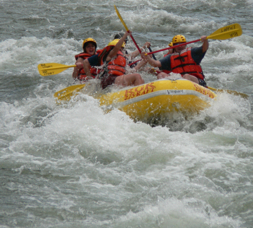
Raften in Colorado.

### Afrika
- Zambezi
- Nijl in Oeganda
- Ahansal in Marokko

### Azië
- Bhote Koshi in Nepal
- Ganges in India
- Kali Gandaki in Nepal
- Karnali in Nepal
- Zanskar in India
- Dimcayi in Turkije

### Europa
- Durance in Frankrijk
- Tarn in Frankrijk
- Tara in Bosnië-Herzegovina en Montenegro
- Neretva in Bosnië-Herzegovina
- East Glacial River in IJsland[bron?]
- Sjoa in Noorwegen
- Salzach in Oostenrijk
- Salza in Oostenrijk

### Nederland
- Wildwater sportcomplex in Zoetermeer
- Dommel vlak bij Waalre in Noord-Brabant

### Noord-Amerika
- American River vlak bij Coloma in Californië
- Arkansas vlak bij de Royal Gorge in Colorado
- Colorado, vooral door de Grand Canyon
- Gauley River en New River in West Virginia
- Kern River in Californië
- Ottawa River op Calumet Island in de Whitewater Region in Ontario

### Midden-Amerika
- Pacuare River in Costa Rica

### Zuid-Amerika
- Futaleufu in Chili